# Championnat d'Irlande du Nord de football
Le championnat d'Irlande du Nord de football est une compétition annuelle de football disputée entre clubs nord-irlandais.
Cette compétition, créée en 1890, est actuellement connue sous le nom de NIFL Premiership. Les clubs de toute l'île d'Irlande y participaient jusqu'en 1921.

## Histoire
L'Irish League est le deuxième plus vieux championnat national de football. Il a été créé une semaine avant le championnat d'Écosse de football. La plus ancienne compétition de ce genre est le championnat d'Angleterre de football créé en 1888.
La compétition est créée en 1890 comme étant le championnat de toute l'île d'Irlande. La fédération qui l'organise est basée à Belfast car c'est là que se sont développés dans les années précédentes les tout premiers clubs de football. L'Irish League devient le championnat d'Irlande du Nord (sans toutefois changer de nom) en 1921 après la partition de l'Irlande. L'Irlande indépendante, organise alors son propre championnat sous l'égide d'une fédération indépendante la FAI.
La première saison regroupe huit clubs dont sept sont basés à Belfast. Cette domination de Belfast sur le championnat perdurera de très nombreuses années. En 1892 le Derry Olympic Football Club devient le deuxième club non basé à Belfast. Il ne reste qu'une saison dans le championnat. Il faut attendre 1900 pour que Derry soit de nouveau représenté, cette fois-ci avec le Derry Celtic Football Club. le club est rejoint l'année suivante par le St Columb's Court Football Club qui ne reste lui aussi qu'une seule saison dans le championnat. Il est remplacé en 1902 par le premier club provenant de Dublin, le Bohemian Football Club. Un autre club dublinois est ajouté en 1904, le Shelbourne Football Club. En 1911, le Glenavon Football Club, basé à Lurgan dans le Comté d'Armagh, remplace les Bohemians qui se retirent du championnat avant d'y être réintégrés deux années plus tard.
Avec le jeu des apparitions et des disparitions de club, Glenavon est le seul club non basé à Belfast lorsqu'en 1921 le championnat se scinde en deux à la suite de la partition de l'Irlande.
En mai 2025, l'IFA annonce réfléchir à une transformation de l'organisation du football dans le pays en passant de trois niveau nationaux (Premiership (D1), Championship (D2) et Intermediate (D3)) à cinq (Premiership (D1), Championship (D2), Conference National (D3), Conference 1 (D4) et Conference 2 (D5),.

## Format de la compétition

### Première phase
Les 12 clubs s'affrontent lors d'une série de matchs aller-retour s'étalant sur 22 journées.

### Deuxième phase
En fonction du classement de la première phase, les équipes s'affrontent une nouvelle fois soit chez l'une soit chez l'autre tout en gardant les points acquis lors de la première phase.

### Troisième phase
Les six meilleures équipes au terme de la deuxième phase s'affrontent une nouvelle fois soit chez l'une soit chez l'autre tout en gardant les points acquis lors des deux premières phases. C'est également le cas des six moins bonnes équipes à l'issue de la deuxième phase.
L'équipe terminant en tête à l'issue de cette troisième phase est sacrée championne.
Le club classé onzième à l'issue de cette phase affronte le club classé deuxième de NIFL Championship 1 pour ne pas descendre. Le club classé dernier à l'issue de cette phase est relégué en NIFL Championship 1.
Le tout sous réserve de l'obtention des licences donnant le droit à participer à l'NIFL Premiership.

### Qualifications européennes
Le champion est qualifié pour la Ligue des champions.
Les 2e et le vainqueur des barrages sont qualifiés pour la Ligue Conférence avec le vainqueur de la coupe d'Irlande du Nord.

## Palmarès

### Vainqueurs
| Saison  | Champion                          | Meilleur buteur                                                            |
| 1890/91 | Linfield FC                       | Robert Hill (Linfield) 20                                                  |
| 1891/92 | Linfield FC (2)                   | Tim Morrison (Linfield) 21                                                 |
| 1892/93 | Linfield FC (3)                   | Robert Hill (Linfield) James Percy (Cliftonville) 9                        |
| 1893/94 | Glentoran FC                      | Michael McErlean (Linfield) 9                                              |
| 1894/95 | Linfield FC (4)                   | George Gaukrodger (Linfield) Joe McAllen (Linfield) 4                      |
| 1895/96 | Distillery FC                     | Inconnu                                                                    |
| 1896/97 | Glentoran FC (2)                  | Johnny Darling (Linfield) Richard Peden (Linfield) 6                       |
| 1897/98 | Linfield FC (5)                   | Inconnu                                                                    |
| 1898/99 | Distillery FC (2)                 | Inconnu                                                                    |
| 1899/00 | Belfast Celtic                    | Inconnu                                                                    |
| 1900/01 | Distillery FC (3)                 | Inconnu                                                                    |
| 1901/02 | Linfield FC (6)                   | Inconnu                                                                    |
| 1902/03 | Distillery FC (4)                 | Inconnu                                                                    |
| 1903/04 | Linfield FC (7)                   | Inconnu                                                                    |
| 1904/05 | Glentoran FC (3)                  | Inconnu                                                                    |
| 1905/06 | Cliftonville FC Distillery FC (5) | -                                                                          |
| 1906/07 | Linfield FC (8)                   | -                                                                          |
| 1907/08 | Linfield FC (9)                   | -                                                                          |
| 1908/09 | Linfield FC (10)                  | -                                                                          |
| 1909/10 | Cliftonville FC (2)               | -                                                                          |
| 1910/11 | Linfield FC (11)                  | -                                                                          |
| 1911/12 | Glentoran FC (4)                  | -                                                                          |
| 1912/13 | Glentoran FC (5)                  | -                                                                          |
| 1913/14 | Linfield FC (12)                  | -                                                                          |
| 1914/15 | Belfast Celtic (2)                | -                                                                          |
| 1919/20 | Belfast Celtic (3)                | -                                                                          |
| 1920/21 | Glentoran FC (6)                  | -                                                                          |
| 1921/22 | Linfield FC (13)                  | -                                                                          |
| 1922/23 | Linfield FC (14)                  | -                                                                          |
| 1923/24 | Queen's Island FC                 | -                                                                          |
| 1924/25 | Glentoran FC (7)                  | -                                                                          |
| 1925/26 | Belfast Celtic (4)                | -                                                                          |
| 1926/27 | Belfast Celtic (5)                | -                                                                          |
| 1927/28 | Belfast Celtic (6)                | -                                                                          |
| 1928/29 | Belfast Celtic (7)                | -                                                                          |
| 1929/30 | Linfield FC (15)                  | -                                                                          |
| 1930/31 | Glentoran FC (8)                  | -                                                                          |
| 1931/32 | Linfield FC (16)                  | -                                                                          |
| 1932/33 | Belfast Celtic (8)                | -                                                                          |
| 1933/34 | Linfield FC (17)                  | -                                                                          |
| 1934/35 | Linfield FC (18)                  | -                                                                          |
| 1935/36 | Belfast Celtic (9)                | -                                                                          |
| 1936/37 | Belfast Celtic (10)               | -                                                                          |
| 1937/38 | Belfast Celtic (11)               | -                                                                          |
| 1938/39 | Belfast Celtic (12)               | -                                                                          |
| 1939/40 | Belfast Celtic (13)               | -                                                                          |
| 1947/48 | Belfast Celtic (14)               | Jimmy Jones (Belfast Celtic) - 28 buts                                     |
| 1948/49 | Linfield FC (19)                  | Billy Simpson (Linfield) - 19 buts                                         |
| 1949/50 | Linfield FC (20)                  | Sammy Hughes (Glentoran) - 23 buts                                         |
| 1950/51 | Glentoran FC (9)                  | Walter Allen (Portadown) - 23 buts Sammy Hughes (Glentoran) - 23 buts      |
| 1951/52 | Glenavon FC                       | Jimmy Jones (Glenavon) - 27 buts                                           |
| 1952/53 | Glentoran FC (10)                 | Sammy Hughes (Glentoran) - 28 buts                                         |
| 1953/54 | Linfield FC (21)                  | Jimmy Jones (Glenavon) - 32 buts                                           |
| 1954/55 | Linfield FC (22)                  | Fay Cole (Coleraine) - 20 buts                                             |
| 1955/56 | Linfield FC (23)                  | Jimmy Jones (Glenavon) - 26 buts                                           |
| 1956/57 | Glenavon FC (2)                   | Jimmy Jones (Glenavon) - 33 buts                                           |
| 1957/58 | Ards FC                           | Jackie Milburn (Linfield) - 29 buts                                        |
| 1958/59 | Linfield FC (24)                  | Jackie Milburn (Linfield) - 26 buts                                        |
| 1959/60 | Glenavon FC (3)                   | Jimmy Jones (Glenavon) - 29 buts                                           |
| 1960/61 | Linfield FC (25)                  | Trevor Thompson (Glentoran) - 22 buts                                      |
| 1961/62 | Linfield FC (26)                  | Mick Lynch (Ards) - 20 buts                                                |
| 1962/63 | Distillery FC (6)                 | Joe Meldrum (Distillery) - 27 buts                                         |
| 1963/64 | Glentoran FC (11)                 | Trevor Thompson (Glentoran) - 21 buts                                      |
| 1964/65 | Derry City FC                     | Dennis Guy (Glenavon) - 19 buts Kenny Halliday (Coleraine) - 19 buts       |
| 1965/66 | Linfield FC (27)                  | Sammy Pavis (Linfield) - 28 buts                                           |
| 1966/67 | Glentoran FC (12)                 | Sammy Pavis (Linfield) - 25 buts                                           |
| 1967/68 | Glentoran FC (13)                 | Sammy Pavis (Linfield) - 30 buts                                           |
| 1968/69 | Linfield FC (28)                  | Danny Hale (Derry City) - 21 buts                                          |
| 1969/70 | Glentoran FC (14)                 | Des Dickson (Coleraine) - 21 buts                                          |
| 1970/71 | Linfield FC (29)                  | Bryan Hamilton (Linfield) - 18 buts                                        |
| 1971/72 | Glentoran FC (15)                 | Des Dickson (Coleraine) - 15 buts Peter Watson (Distillery) - 15 buts      |
| 1972/73 | Crusaders FC                      | Des Dickson (Coleraine) - 23 buts                                          |
| 1973/74 | Coleraine FC                      | Des Dickson (Coleraine) - 24 buts                                          |
| 1974/75 | Linfield FC (30)                  | Martin Malone (Portadown) - 19 buts                                        |
| 1975/76 | Crusaders FC (2)                  | Des Dickson (Coleraine) - 23 buts                                          |
| 1976/77 | Glentoran FC (16)                 | Ronnie McAteer (Crusaders) - 20 buts                                       |
| 1977/78 | Linfield FC (31)                  | Warren Feeney (Glentoran) - 17 buts                                        |
| 1978/79 | Linfield FC (32)                  | Tommy Armstrong (Ards) - 21 buts                                           |
| 1979/80 | Linfield FC (33)                  | Jimmy Martin (Glentoran) - 17 buts                                         |
| 1980/81 | Glentoran FC (17)                 | Des Dickson (Coleraine) - 18 buts Paul Malone (Ballymena United) - 18 buts |
| 1981/82 | Linfield FC (34)                  | Gary Blackledge (Glentoran) - 18 buts                                      |
| 1982/83 | Linfield FC (35)                  | Jim Campbell (Ards) - 15 buts                                              |
| 1983/84 | Linfield FC (36)                  | Trevor Anderson (Linfield) - 15 buts Martin McGaughey (Linfield) - 15 buts |
| 1984/85 | Linfield FC (37)                  | Martin McGaughey (Linfield) - 34 buts                                      |
| 1985/86 | Linfield FC (38)                  | Trevor Anderson (Linfield) - 14 buts                                       |
| 1986/87 | Linfield FC (39)                  | Gary McCartney (Glentoran) - 14 buts Ray McCoy (Coleraine) - 14 buts       |
| 1987/88 | Glentoran FC (18)                 | Martin McGaughey (Linfield) - 18 buts                                      |
| 1988/89 | Linfield FC (40)                  | Stephen Baxter (Linfield) - 17 buts                                        |
| 1989-90 | Portadown FC                      | Martin McGaughey (Linfield) - 19 buts                                      |
| 1990-91 | Portadown FC (2)                  | Stephen McBride (Glenavon) - 22 buts                                       |
| 1991-92 | Glentoran FC (19)                 | Stephen McBride (Glenavon) - 18 buts Harry McCourt (Omagh Town) - 18 buts  |
| 1992-93 | Linfield FC (41)                  | Stevie Cowan (Portadown) - 27 buts                                         |
| 1993-94 | Linfield FC (42)                  | Darren Erskine (Ards) - 22 buts Stephen McBride (Glenavon) - 22 buts       |
| 1994-95 | Crusaders FC (3)                  | Glenn Ferguson (Glenavon) - 27 buts                                        |
| 1995-96 | Portadown FC (3)                  | Garry Haylock (Portadown) - 19 buts                                        |
| 1996-97 | Crusaders FC (4)                  | Garry Haylock (Portadown) - 16 buts                                        |
| 1997-98 | Cliftonville FC (3)               | Vinny Arkins (Portadown) - 22 buts                                         |
| 1998-99 | Glentoran FC (20)                 | Vinny Arkins (Portadown) - 19 buts                                         |
| 1999-00 | Linfield FC (43)                  | Vinny Arkins (Portadown) - 29 buts                                         |
| 2000-01 | Linfield FC (44)                  | Davy Larmour (Linfield) - 17 buts                                          |
| 2001-02 | Portadown FC (4)                  | Vinny Arkins (Portadown) - 30 buts                                         |
| 2002-03 | Glentoran FC (21)                 | Vinny Arkins (Portadown) - 29 buts                                         |
| 2003-04 | Linfield FC (45)                  | Glenn Ferguson (Linfield) - 25 buts                                        |
| 2004-05 | Glentoran FC (22)                 | Chris Morgan (Glentoran) - 19 buts                                         |
| 2005-06 | Linfield FC (46)                  | Peter Thompson (Linfield) - 25 buts                                        |
| 2006-07 | Linfield FC (47)                  | Gary Hamilton (Glentoran) - 27 buts                                        |
| 2007-08 | Linfield FC (48)                  | Peter Thompson (Linfield FC) - 29 buts                                     |
| 2008-09 | Glentoran FC (23)                 | Curtis Allen (Lisburn Distillery) - 19 buts                                |
| 2009-10 | Linfield FC (49)                  | Rory Patterson (Coleraine) - 30 buts                                       |
| 2010-11 | Linfield FC (50)                  | Peter Thompson (Linfield) - 23 buts                                        |
| 2011-12 | Linfield FC (51)                  | Gary McCutcheon (Ballymena)- 25 buts                                       |
| 2012-13 | Cliftonville FC (4)               | Liam Boyce (Cliftonville) - 29 buts                                        |
| 2013-14 | Cliftonville FC (5)               | Joe Gormley (Cliftonville FC) - 26 buts                                    |
| 2014-15 | Crusaders FC (5)                  | Joe Gormley (Cliftonville FC) - 31 buts                                    |
| 2015-16 | Crusaders FC (6)                  | Heatley/Waterworth (22)                                                    |
| 2016-17 | Linfield FC (52)                  | Andrew Mitchell (Dungannon Swifts) - 25                                    |
| 2017-18 | Crusaders FC (7)                  | Joe Gormley (Cliftonville FC) - 22 buts                                    |
| 2018-19 | Linfield FC (53)                  | Joe Gormley (Cliftonville FC) - 20 buts                                    |
| 2019-20 | Linfield FC (54)                  | Joe Gormley (Cliftonville FC) - 18 buts                                    |
| 2020-21 | Linfield FC (55)                  | Shayne Lavery (Linfield FC) - 23 buts                                      |
| 2021-22 | Linfield FC (56)                  | Jay Donnelly (Glentoran FC) - 25 buts                                      |
| 2022-23 | Larne FC (1)                      | Matthew Shevlin (Coleraine FC) - 23 buts                                   |
| 2023-24 | Larne FC (2)                      | Andy Ryan (Larne FC) - 24 buts                                             |
| 2024-25 | Linfield FC (57)                  |                                                                            |

### Bilan
Bilans par clubs
| Rang | Club              | Titres (Premier-Dernier) |
| 1    | Linfield FC       | 57 (1891-2025)           |
| 2    | Glentoran FC      | 23 (1894-2009)           |
| 3    | Belfast Celtic    | 14 (1900-1948)           |
| 4    | Crusaders FC      | 7 (1973-2018)            |
| 5    | Distillery FC     | 6 (1896-1963)            |
| 6    | Cliftonville FC   | 5 (1906-2014)            |
| 7    | Portadown FC      | 4 (1990-2002)            |
| 8    | Glenavon FC       | 3 (1952-1960)            |
| 9    | Larne FC          | 2 (2023-2024)            |
| 10   | Ards FC           | 1 (1958)                 |
| -    | Coleraine FC      | 1 (1974)                 |
| -    | Derry City FC     | 1 (1965)                 |
| -    | Queen's Island FC | 1 (1924)                 |

Doublé Coupe/Championnat
| Rang | Club              | Doublé (Saisons) |
| 1    | Linfield FC       | 25 (1891/1892/1893/1895/1898/1902/1904/1922/1923/1930) (1934/1950/1962/1978/1980/1982/1994/2006/2007/2008/2010/2011/2012/2017/2021) |
| 2    | Belfast Celtic    | 3 (1926/1937/1938/) |
| -    | Glentoran FC      | 3 (1921/1951/1988) |
| 4    | Distillery FC     | 2 (1896/1903) |
| 5    | Glenavon FC       | 1 (1957) |
| -    | Portadown FC      | 1 (1991) |
| -    | Queen's Island FC | 1 (1924) |

Doublé Coupe/Coupe de la Ligue
| Rang | Club         | Doublé (Saisons)        |
| 1    | Linfield FC  | 4 (1994/2002/2006/2008) |
| 2    | Bangor FC    | 1 (1993)                |
| -    | Glentoran FC | 1 (2001)                |

Doublé Coupe de la Ligue/Championnat
| Rang | Club            | Doublé (Saisons)                  |
| 1    | Linfield FC     | 6 (1987/1994/2000/2006/2008/2019) |
| 2    | Glentoran FC    | 2 (2003/2005)                     |
| -    | Cliftonville FC | 2 (2013/2014)                     |
| 3    | Crusaders FC    | 1 (1997)                          |
| -    | Portadown FC    | 1 (1996)                          |

## Statistiques
- Plus grand nombre de titres : 57 Linfield FC
- Plus grand nombre de titres consécutifs : 6 Belfast Celtic de 1936 à 1948 et Linfield FC de 1982 à 1987.
- Un seul club a réussi le Triplé Coupe de Ligue/Coupe/Championnat : Linfield FC 3 fois en 1994, 2006 et 2008.

## Compétitions européennes

### Classement du championnat
Le tableau ci-dessous récapitule le classement de l'Irlande du Nord au coefficient UEFA depuis 1960. Ce coefficient par nation est utilisé pour attribuer à chaque pays un nombre de places pour les compétitions européennes ainsi que les tours auxquels les clubs doivent entrer dans la compétition.
| 1960 | 1961 | 1962 | 1963 | 1964 | 1965 | 1966 | 1967 | 1968 | 1969 | 1970 | 1971 | 1972 | 1973 | 1974 | 1975 | 1976 | 1977 | 1978 | 1979 | 1980 | 1981 | 1982 | 1983 | 1984 | 1985 | 1986 | 1987 | 1988 | 1989 |
| ---- | ---- | ---- | ---- | ---- | ---- | ---- | ---- | ---- | ---- | ---- | ---- | ---- | ---- | ---- | ---- | ---- | ---- | ---- | ---- | ---- | ---- | ---- | ---- | ---- | ---- | ---- | ---- | ---- | ---- |
| 23   | 24   | 25   | 24   | 25   | 29   | 27   | 23   | 22   | 24   | 24   | 23   | 27   | 31   | 27   | 25   | 27   | 25   | 25   | 28   | 30   | 28   | 27   | 29   | 30   | 29   | 30   | 29   | 29   | 28   |
| 1990 | 1991 | 1992 | 1993 | 1994 | 1995 | 1996 | 1997 | 1998 | 1999 | 2000 | 2001 | 2002 | 2003 | 2004 | 2005 | 2006 | 2007 | 2008 | 2009 | 2010 | 2011 | 2012 | 2013 | 2014 | 2015 | 2016 | 2017 | 2018 | 2019 |
| 28   | 30   | 30   | 31   | 32   | 34   | 34   | 37   | 41   | 40   | 43   | 45   | 44   | 46   | 45   | 45   | 46   | 46   | 46   | 47   | 49   | 49   | 48   | 47   | 47   | 44   | 46   | 47   | 49   | 52   |
| 2020 | 2021 | 2022 | 2023 | 2024 | 2025 |      |      |      |      |      |      |      |      |      |      |      |      |      |      |      |      |      |      |      |      |      |      |      |      |
| 48   | 42   | 42   | 44   | 42   | 42   |      |      |      |      |      |      |      |      |      |      |      |      |      |      |      |      |      |      |      |      |      |      |      |      |

Le tableau suivant affiche le coefficient actuel du championnat nord-irlandais.
| Rang | Club            | 2020-2021 | 2021-2022 | 2022-2023 | 2023-2024 | 2024-2025 | Coefficient |
| ---- | --------------- | --------- | --------- | --------- | --------- | --------- | ----------- |
| 40   | Îles Féroé      | 2,750     | 1,500     | 2,250     | 2,750     | 1,500     | 10,750      |
| 41   | Malte           | 1,500     | 1,875     | 2,625     | 1,500     | 1,000     | 8,500       |
| 42   | Irlande du Nord | 2,833     | 1,625     | 1,250     | 1,125     | 1,500     | 8,333       |
| 43   | Lituanie        | 1,625     | 1,750     | 2,375     | 1,125     | 1,250     | 8,125       |
| 44   | Liechtenstein   | 0,500     | 0,000     | 6,500     | 0,500     | 0,500     | 8,000       |

### Coefficient UEFA des clubs
| Rang | Club         | 2020-2021 | 2021-2022 | 2022-2023 | 2023-2024 | 2024-2025 | Coefficient |
| ---- | ------------ | --------- | --------- | --------- | --------- | --------- | ----------- |
| 179  | Linfield FC  | 1,500     | 2,000     | 2,500     | 1,500     | 1,000     | 8,500       |
| 212  | Larne FC     | -         | 2,000     | 1,000     | 1,500     | 2,500     | 7,000       |
| 324  | Crusaders FC | -         | -         | 1,500     | 1,500     | 1,000     | 4,000       |
| 355  | Glentoran FC | 1,000     | 1,000     | -         | 1,000     | -         | 3,000       |